# Azepindol
El azepindol (McN-2453) es un compuesto tricíclico con efectos antidepresivos y antihipertensivos que se desarrolló a fines de la década de 1960 pero nunca se comercializó.